# هاشم فولاد
هاشم فولاد (زاده: ۱۳۳۳ ولسوالی کوزکنر، ولایت ننگرهار) سیاست‌مدار افغانستانی و نماینده مردم ننگرهار در دوره پانزدهم مجلس نمایندگان افغانستان است.

## زندگی‌نامه
هاشم فولاد متولد ۱۳۳۳ از ولسوالی کوزکنر ولایت ننگرهار افغانستان است. وی دارای مدرک تحصیلی بکلوریا/دیپلم است.

## دیگر فعالیت‌ها
- معلم.[۱]
- خبرنگار و نویسنده.[۱]
- مدیر مؤسسه A.C.I.[۱]
- مسئول مجله انکشافی/توسعه‌ای افغانستان.[۱]